# Чиаура
Чиаура (груз. ჭიაურა) — село в Грузии, на территории Тианетского муниципалитета края (мхаре) Мцхета-Мтианети.

## География
Село находится в северо-восточной части Грузии, на правом берегу реки Сагами (левый приток реки Иори), на расстоянии приблизительно 7 километров (по прямой) к северо-востоку от посёлка городского типа Тианети, административного центра муниципалитета. Абсолютная высота — 1250 метров над уровнем моря.

## Население
По результатам официальной переписи населения 2014 года в Чиауре проживало 16 человек (11 мужчин и 5 женщин). В национальной структуре населения грузины составляли 100 %.
| Год  | Население, человек |
| ---- | ------------------ |
| 2002 | 26                 |
| 2014 | ↘ 16               |